# Scream (musikalbum av Melody Club)
Scream är ett studioalbum av popgruppen Melody Club, släppt den 8 november 2006. På albumlistan placerade sig albumet som bäst på 18:e plats i Sverige.
Albumet producerades delvis av Klas Åhlund från Teddybears. 
Från albumet släpptes singlarna Destiny Calling, Fever Fever och Last Girl On My Mind. 

## Låtlista
1. Feed On Me
2. Last Girl On My Mind
3. Crash
4. Scream
5. Destiny Calling
6. Fever Fever
7. Sweet Thing
8. Walk of Love
9. Don't Fake the Real Thing
10. You Are Not Alone
11. Evil Thing

## Listplaceringar
| Lista (2006-2007) | Topplacering |
| ----------------- | ------------ |
| Sverige           | 18           |

### Fotnoter
1. ↑  ”Scream”. Swedishcharts. 26 februari 2006. http://swedishcharts.com/showitem.asp?interpret=Melody+Club&titel=Scream&cat=a. Läst 19 augusti 2007.